# Nordische Skispiele der FESA
Die FESA.Games der Federation of European Ski & Snowboard Associations (FESA) dienen zur Förderung und zum Leistungsvergleich des Ski-Nordisch-Nachwuchses der FESA-Mitgliedsländer. In der jetzigen Form werden sie seit der Saison 1985/1986 ausgetragen. Von 1963 bis 1985 gab es eine Vorläuferveranstaltung namens Berauer-Cup (benannt nach Deutschlands erstem nordischen Skiweltmeister Gustav Berauer). Zu diesen Skispielen gehören die Disziplinen Nordische Kombination, Skilanglauf und Skispringen.

## Reglement

### Durchführung
Die FESA Games werden in jährlichem Turnus in jeweils einem anderen FESA-Mitgliedsland (Skiverband) durchgeführt. Die Veranstaltung findet in der Regel Anfang März statt. Die Wettkämpfe werden an zwei Tagen durchgeführt, der Aufenthalt für Athleten und Offizielle ist auf drei Tage beschränkt.

### Teilnahmebedingung
Zu dieser Veranstaltung sind Teilnehmer der zehn O.P.A.-Mitgliedsländer startberechtigt: Andorra, Deutschland, Frankreich, Italien, Liechtenstein, Österreich, Slowenien, Spanien, Schweiz und Tschechien. Die Wettkämpfe werden in den zwei Altersklassen U16 (Schüler) und U18 (Jugend) durchgeführt. Im Skisprung und der Nordischen Kombination ist die Teilnehmerzahl wie folgt beschränkt: Maximal 6 Athleten pro Klasse und Nation. Das Veranstalterland kann eine nationale Gruppe von jeweils 2 Athleten pro Klasse stellen. Diese starten in der jeweiligen Klasse vorne weg. Bei den Team-Wettbewerben gibt es nur eine Altersklasse. Bei den Herren bestehen die Teams aus 4 Sportlern, bei den Damen aus 3 Sportlerinnen. Es können entsprechend der Teilnehmerzahl beliebig viele Mannschaften pro Nation gemeldet werden. Das zweite Team des Gastgeberlandes muss ein Mixed-Team aus jeweils zwei Schülern und zwei Jugendlichen sein. Alle Teams kommen in die offizielle Tageswertung. Bei den Teams Damen sind Doppelstarts im Skisprung und Nordische Kombination möglich. Im Skilanglauf ist die Teilnehmerzahl unbegrenzt.

### Programm
- Skispringen: Einzelwettkampf Schüler und Jugend (Damen/Herren), Team (Damen/Herren)
- Skilanglauf: Einzelwettbewerb Intervallstart (Damen/Herren) und Mixed Staffeln jeweils für U16 und U18 (Cup Kurikalla)
- Nordische Kombination: Einzelwettbewerb für Schüler und Jugend (Damen/Herren), Staffeln (Damen/Herren)

### Bestimmungen für Wettkämpfe und Kontrollen
Die Wettbewerbe werden nach den Bestimmungen der IWO durchgeführt, durch die verlautbarten Regeln ergänzt und die Rennstrecken und Schanzen werden durch die FIS genehmigt. Die Sprungschanzen müssen für Jungen und Mädchen zwischen HS 75 m und HS 99 m liegen. Beim Skispringen dürfen auch Nordische Kombinierer teilnehmen. Für Skispringer und Nordische Kombinierer der Jugendklasse gelten für Material, Anzug und BMI die Regeln des Alpencups (FIS). Für Schüler gilt die 143 %-Regel.

### Punktesystem und Wertungen
| Einzelbewerb und Staffel-/Mannschaftsbewerb: |
| --- |
| - 1. Platz: 25 Punkte - 2. Platz: 18 Punkte - 3. Platz: 15 Punkte - 4. Platz: 12 Punkte - 5. Platz: 10 Punkte - 6. Platz: 8 Punkte - 7. Platz: 6 Punkte - 8. Platz: 4 Punkte - 9. Platz: 2 Punkte - 10. Platz: 1 Punkt |

### Preise
Das Alpenland mit der höchsten Punktzahl in der Mannschaftswertung erhält für ein Jahr den Wanderpokal. Der Pokal wurde 1986 vom damaligen Jugoslawischen Skiverband gestiftet.
Die drei Erstplatzierten in den Einzel- und Staffelrennen werden mit Gold-, Silber- bzw. Bronzemedaillen ausgezeichnet. Die ersten drei Teams erhalten die O.P.A. Medaillen. Die beste Nation erhält einen Wanderpokal, welcher von der O.P.A. zu stellen ist. Zur Gesamtwertung zählen nur folgende Ergebnisse der Einzelbewerbe:  Die besten zwei Skispringer pro Nation und Klasse und die zwei besten Nordische Kombinierer pro Nation und Klasse.

## Austragungsorte
| Jahr   | Austragungsort(e)       | Austragungsort(e)       |
| ------ | ----------------------- | ----------------------- |
| 1986   | Ferlach                 | Ferlach                 |
| 1987   | Schönau                 | Schönau                 |
| 1988 1 | Jugoslawien             | Jugoslawien             |
| 1989   | Italien                 | Italien                 |
| 1990 2 | Rastbüchl               | Rastbüchl               |
| 1991   | Einsiedeln              | Einsiedeln              |
| 1992   | Österreich              | Österreich              |
| 1993   | Rastbüchl               | Rastbüchl               |
| 1994 3 | Planica                 | Planica                 |
| 1995   | Val di Fiemme           | Val di Fiemme           |
| 1996   | Samoëns                 | Samoëns                 |
| 1997   | Schweiz                 | Schweiz                 |
| 1998   | Stams                   | Stams                   |
| 1999   | Baiersbronn             | Baiersbronn             |
| 2000   | Planica                 | Planica                 |
| 2001 4 | Klingenthal             | Klingenthal             |
| 2002   | Autrans                 | Autrans                 |
| 2003   | Chaux-Neuve/ Le Brassus | Chaux-Neuve/ Le Brassus |
| 2004   | Eisenerz                | Eisenerz                |
| 2005   | Oberwiesenthal          | Oberwiesenthal          |
| 2006   | Planica                 | Planica                 |
| 2007   | Toblach                 | Toblach                 |
| 2008   | Bois-d’Amont            | Bois-d’Amont            |
| 2009 5 | Baiersbronn             | Baiersbronn             |
| 2010   | Eisenerz                | Eisenerz                |
| 2011 6 | Baiersbronn/ Einsiedeln | Baiersbronn/ Einsiedeln |
| 2012 7 | Žiri/Pokljuka           | Žiri/Pokljuka           |
| 2013 8 | Hirschau                | Hirschau                |
| 2014   | Gérardmer               | Gérardmer               |
| 2015   | Seefeld                 | Seefeld                 |
| 2016   | Tarvis Villach          | Tarvis Villach          |
| 2017   | Hinterzarten            | Hinterzarten            |
| 2018   | Planica                 | Planica                 |
| 2019   | Kandersteg              | Kandersteg              |
| 2020   | Villach                 | Villach                 |

| Jahr    | Schüler        | Jugend                   |
| ------- | -------------- | ------------------------ |
| 2020/21 | Hinterzarten 9 | Prémanon Ausgefallen     |
| 2021/22 | Predazzo       | Predazzo                 |
| 2022/23 | Gérardmer      | Hinterzarten Ausgefallen |
| 2023/24 | Gibswil        | Seefeld in Tirol 10      |